# Donna Freedman
Donna Jane Brown, (apellido de soltera: Freedman) es un personaje ficticio de la serie de televisión australiana Neighbours, interpretado por la actriz Margot Robbie desde el 2 de junio de 2008 hasta el 26 de enero de 2011. Donna es uno de los personajes más queridos por el público.

## Antecedentes
Donna es hija de Cassandra Freedman & Nick Nixon y media hermana de Simon y Tegan Freedman.
Es muy buena amiga de Rachel Kinski, Bridget Parker, Declan Napier, Ringo Brown, Zeke Kinski, Kate Ramsay y Elle Robinson, su tutora legal. Paul Robinson considera a Donna como a una hija. Actualmente trabaja como diseñadora de modas en Nueva York.

## Biografía
Donna aparece por primera vez en el 2008 como una fanática de Ty Harper, quien se la presenta a Rachel Kinski en Charlie's, sin embargo, Donna y Rahchel no se causan muy buena impresión.
Aunque en un inicio a Donna se le dificulta hacer amigos, Ringo Brown la ayuda. Poco después, debido a su conducta, Donna recibe ayuda de Toadfish Rebecchi y los consejos de Daniel Fitzgerald. Cuando Donna se inscribe en Erinsborough High, se hace muy buena amiga de Rachel y Bridget Parker. 
Donna comienza a salir con Ringo, sin embargo, cuando su padre Matt los encuentra besándose este le prohíbe a Ringo acercarse a su hija, por lo que rompen. Molesta por lo sucedido Donna roba el coche de su padre y mientras está manejando atropella Bronte, el perro de Nicola West. Donna llama a Ringo por ayuda y ambos llevan al perro con Steve Parker y convencen a Lucas Fitzgerald de arreglar el coche.
Poco después Donna se entera de que también golpeó a Nicola, por lo que entra en pánico y le cuenta a su padre lo que pasó. Matt trata de echarle la culpa a Lucas pero es descubierto y huye, dejando sola a Donna.
No mucho después Elle Robinson la invita a mudarse con ella y se vuelve su tutora legal. En diciembre sus pequeños hermanos Simon y Tegan Freedman llegan a la calle Ramsay buscándola y poco después se les une su madre Cassandra. Donna no está contenta con la presencia de su madre ya que sabe que ha llegado a la calle Ramsay solo a causar problemas, que es por lo que ambas comienzan a chocar. 
En el 2009 Donna quedó devastada cuando Bridget murió, por lo que en un inicio no aceptó la nueva relación del viudo de Bridget, Declan Napier con Kate Ramsay, pero después de platicar con Rebecca la madre de Declan aceptó la relación y muy pronto se hizo muy buena amiga de Kate.
Después de ser manipulados por su madre tanto Tegan como Simon deciden irse de Erinsborough en abril del 2009 y mudarse con su abuela, mientras que Cassandra es expulsada de la calle por Elle, sin embargo, antes de irse Cass le revela a Donna que su verdadero padre no es Matt Freedman, lo que la deja devastada y poco después decide comenzar a buscar a su padre biológico.
Después de que Donna hace un video pidiendo ayuda para buscar a su verdadero padre, llega James Linden quien le dice que es su medio hermano, sin embargo, Ringo comienza a sospechar de James y le sugiere a Donna que se haga una prueba de ADN para comprobar que James estaba diciendo la verdad, cuando los resultados llegaron estos fueron inconclusos, por lo que James le dijo que se hicieran una segunda prueba, cuando los resultados llegaron James los tomó y cuando Donna le pregunto que decían este le dijo que eran positivos que sí eran hermanos, sin embargo, esto era mentira, poco después durante una fiesta James entró a la computadora de Elle y traspasó todo su dinero a una cuenta y huyó de Ramsay Street, lo que dejó a Donna sintiéndose muy culpable por lo sucedido.
A inicios del 2010 se enteró de que su padre biológico era Leigh "Nick" Nixon y a mediados del mismo año tras el regreso de Ringo a Ramsay Street, Donna se volvió el centro de obsesión de Naomi Lord, cuando Ringo terminó con Naomi esta se obsesionó con Donna y la culpó de ser la razón por la cual Ringo la había dejado, los celos y obsesión de Naomi fue tanta que incluso hizo que Donna terminara en la cárcel después de haber sido acusada de haber robado los documentos de Naomi del hospital, sin embargo, luego y gracias a la ayuda de Ringo se descubrió que Donna era inocente y que todo había sido hecho por Naomi, quien terminó en un hospital psiquiátrico.
Cuando Donna va a buscar a Ringo al sitio de construcción y ve que no está, le marca, mientras que están platicando por teléfono, Donna recarga su pierna en un andamio el cual se zafa y cae encima de ella, Ringo al escuchar por el teléfono el accidente va a buscarla (ese mismo día más temprano Paul Robinson había manipulado y quitado los seguros del andamio para que el lugar pareciera inseguro, sin embargo, no contaba con que Donna iría, por lo que después del accidente Paul comenzó a sentirse culpable). Cuando Ringo, Declan y Paul llegan al lugar del accidente, inmediatamente Ringo comienza a darle respiración de boca a boca y la ayuda a respirar de nuevo, luego Donna es llevada al hospital donde es sometida a cirugía para reparar la rotura de un bazo, la cual resulta un éxito y Donna se recupera. 
En el hospital cuando Ringo tiene una pequeña discusión con Leigh acerca de que no quiere que su hija sufre de nuevo, Ringo le revela que nunca la lastimaría porque la ama, cuando Donna lo escucha y le pregunta por qué ahora, Ringo le confiesa que nunca dejó de amarla y que al verla inconsciente en el accidente pensó que la perdería para siempre, por lo que ella le dice que necesita tiempo para pensar.
Cuando Ringo le canta una canción a Donna por medio de PirateNet se reúnen y Donna le dice a Ringo que le gustaría que su padre aprobara su relación por lo que Nick les da su bendición. Luego Ringo decide proponerle matrimonio a Donna, sin embargo, cuando Nick le dice a Donna que todavía son muy jóvenes para casarse ella le dice que no. Más tarde Donna decide proponerle matrimonio a Ringo y acepta. Nick les da su bendición y estrecha la mano de Ringo.
Durante la despedida de soltero de Ringo, la madre de este, Prue Brown, llega antes de tiempo y conoce a Donna por primera vez, aunque en un inicio no le causa una buena impresión pronto Donna se gana el cariño y respeto de Prue.
Cuando Nick conoce por primera vez a Prue las cosas no salen muy bien, más tarde cuando Donna va a visitar a Prue descubre a su padre en su habitación. Prue y Nick le explican que fueron a caminar y hablaron y que ya no se desagradan. Donna le dice a Prue que no le va a decir nada a Ringo acerca de lo que pasó.
En la mañana del día de la boda Donna le dice a Ringo que Prue y Nick durmieron juntos, al sentir que no puede casarse con Ringo sino le dice la verdad. Más tarde ese día por fin Ringo y Donna se casan en una bella ceremonia y rodeados de familiares, amigos y seres queridos.
El día que celebraban su primer aniversario de bodas, Ringo le hizo creer a Donna que lo había olvidado. Más tarde ese día Ringo sale con Declan y Kate a comprar panecillos para Donna, mientras caminaban Stephanie Scully, quien había tomado la noche anterior apareció de la nada y a exceso de velocidad en su motocicleta. Ringo empujó a Kate fuera del camino de Steph, sin embargo, él no alcanza a quitarse a tiempo y es golpeado por la moto. Poco después en el hospital Ringo muere debido a sus heridas, dejando a Donna devastada.
Poco después Steph es encontrada culpable de la muerte de Ringo y enjuiciada a pasar seis años en prisión, sin embargo, antes de ser encarcelada Stehp va a casa de Donna y esta la perdona, poco después y con la ayuda de todos los residentes de la calle Ramsay, Donna comienza su etapa de sanación. 
Más tarde Donna recibe una carta de una escuela de diseño en Nueva York y descubre que Ringo solicitó un lugar para ella ahí. Cuando Donna visita a su padre le dice que se mudará a Nueva York pero cuando le pide que vea sus diseños Nick le dice que son malos y Donna decide no mudarse por temor a defraudar a Ringo, sin embargo, poco después Nick, Kate, Zeke, Declan, Paul, Andrew, Susan y Karl Kennedy la convencen de aceptar el trabajo en Nueva York. 
Antes de irse al aeropuerto Nick le dice que se mudará con ella por lo que Donna queda encantada, luego Kate, Declan y Zeke le regalan un brazalete para que siempre recuerde a sus amigos: los zapatos de ballet (simbolizan a Kate), el micrófono (simboliza a Zeke), el teléfono (simboliza a Declan), el estetoscopio (simboliza a Bridget) y la guitarra (simboliza a Ringo). Poco después Donna y su padre parten al aeropuerto con destino a Nueva York.